# Superliga Indiana de 2016
A Indian Super League ou (em português) Superliga Indiana de 2016, será a 3ª edição da nova competição de futebol que será disputado na Índia, entre 01 de outubro e 18 de dezembro desse ano.

## Regulamento
Disputa-se entre Outubro e Dezembro, com as oito equipes que se enfrentam entre si por duas vezes (ida e volta), concluindo a primeira fase com o apuramento dos quatro primeiros classificados para as semi-finais. Jogam-se a duas mãos, e os vencedores de cada eliminatória jogarão a final, esta sim, disputada a jogo único.

## Participantes
| Equipes             | Treinador             | Cidades       | Em 2015 | Estádios (mando) |
| ------------------- | --------------------- | ------------- | ------- | ---------------- |
| Atlético de Kolkata | José Francisco Molina | Cusra         | 3º      | Salt Lake        |
| Chennaiyin          | Marco Materazzi       | Chennai       | Campeão | Jawaharlal Nehru |
| Delhi Dynamos       | Gianluca Zambrotta    | Nova Déli     | 4º      | Jawaharlal Nehru |
| Goa                 | Zico                  | Vasco da Gama | Vice    | Fatorda          |
| Kerala Blasters     | Steve Coppell         | Cochim        | 8º      | Jawaharlal Nehru |
| Mumbai City         | Alexandre Guimarães   | Bombaim       | 6º      | DY Patil         |
| NorthEast United    | Nelo Vingada          | Guwahati      | 5º      | Indira Gandhi    |
| Pune City           | Antonio López Habas   | Pune          | 7º      | Balewadi         |

## Sedes
Seis cidades receberão os jogos da Superliga Indiana de 2016.
| Kolkata             | Déli                           | Goa                | Bombaim            | Guwahati           | Pune               |
| ------------------- | ------------------------------ | ------------------ | ------------------ | ------------------ | ------------------ |
| Salt Lake           | Jawaharlal Nehru               | Fatorda            | DY Patil           | Indira Gandhi      | Balewadi           |
| Capacidade: 150.000 | Capacidade: 78.000 (reformado) | Capacidade: 27.300 | Capacidade: 55.000 | Capacidade: 35.000 | Capacidade: 11.500 |
|                     |                                |                    |                    |                    |                    |

## Primeira fase
| Classificação | Classificação       | Classificação | Classificação | Classificação | Classificação | Classificação | Classificação | Classificação | Classificação | Classificação |
| Pos           | Times               | Pts           | J             | V             | E             | D             | GP            | GC            | SG            |               |
| ------------- | ------------------- | ------------- | ------------- | ------------- | ------------- | ------------- | ------------- | ------------- | ------------- | ------------- |
| 1             | Mumbai City         | 23            | 14            | 6             | 5             | 3             | 16            | 8             | +8            |               |
| 2             | Kerala Blasters     | 22            | 14            | 6             | 4             | 4             | 13            | 15            | –2            |               |
| 3             | Delhi Dynamos       | 21            | 14            | 5             | 6             | 3             | 27            | 17            | +10           |               |
| 4             | Atlético de Kolkata | 20            | 14            | 4             | 8             | 2             | 16            | 14            | +2            |               |
| 5             | NorthEast United    | 18            | 14            | 5             | 3             | 6             | 14            | 14            | 0             |               |
| 6             | Pune City           | 16            | 14            | 4             | 4             | 6             | 13            | 16            | –3            |               |
| 7             | Chennaiyin          | 15            | 14            | 3             | 6             | 5             | 20            | 25            | –5            |               |
| 8             | Goa                 | 14            | 14            | 4             | 2             | 8             | 15            | 25            | –10           |               |

| Resultados          | Resultados | Resultados | Resultados | Resultados | Resultados | Resultados | Resultados | Resultados | Resultados |
|                     | ATL        | CHE        | DEL        | GOA        | KER        | MUM        | NOR        | PUN        |            |
| ------------------- | ---------- | ---------- | ---------- | ---------- | ---------- | ---------- | ---------- | ---------- | ---------- |
| Atlético de Kolkata | —          | 2–2        | 1–0        | 1–1        | 1–1        | 0–1        | 1–1        | 0–0        |            |
| Chennaiyin          | 1–1        | —          | 1–3        | 2–0        | 0–0        | 1–1        | 3–3        | 2–0        |            |
| Delhi Dynamos       | 2–2        | 4–1        | —          | 5–1        | 2–0        | 3–3        | 1–1        | 1–1        |            |
| Goa                 | 1–2        | 5–4        | 0–2        | —          | 1–2        | 0–0        | 2–1        | 1–2        |            |
| Kerala Blasters     | 0–1        | 3–1        | 0–0        | 2–1        | —          | 1–0        | 1–0        | 2–1        |            |
| Mumbai City         | 1–1        | 2–0        | 0–0        | 0–1        | 5–0        | —          | 1–0        | 0–1        |            |
| NorthEast United    | 1–2        | 0–1        | 2–1        | 2–0        | 1–0        | 0–1        | —          | 1–0        |            |
| Pune City           | 2–1        | 1–1        | 4–3        | 0–1        | 1–1        | 0–1        | 0–1        | —          |            |

|  |                               |
|  | Classificados para fase final |

|  |                      |
|  | Vitória do mandante  |
|  | Vitória do visitante |
|  | Empate               |

## Fase final
Em itálico, os times que possuem o mando de campo no primeiro jogo do confronto e em negrito os times classificados.
|  | Semifinais 10 a 14 dezembro | Semifinais 10 a 14 dezembro | Semifinais 10 a 14 dezembro | Semifinais 10 a 14 dezembro |   |                 | Final 18 de dezembro | Final 18 de dezembro |
|  |                             |                             |                             |                             |   |                 |                      |                      |
|  | Kerala Blasters             | 1                           | 1                           | 2 (3)                       |   |                 |                      |                      |
|  | Delhi Dynamos               | 0                           | 2                           | 2 (2)                       |   |                 |                      |                      |
|  | Delhi Dynamos               | 0                           | 2                           | 2 (2)                       |   | Kerala Blasters | 1 (3)                |                      |
|  |                             |                             |                             |                             |   | Kerala Blasters | 1 (3)                |                      |
|  |                             | Atlético de Kolkata         | 1 (4)                       |                             |   |                 |                      |                      |
|  | Atlético de Kolkata         | Atlético de Kolkata         | 1 (4)                       | 3                           | 0 | 3               |                      |                      |
|  | Atlético de Kolkata         |                             |                             | 3                           | 0 | 3               |                      |                      |
|  | Mumbai City                 | 2                           | 0                           | 2                           |   |                 |                      |                      |

### Semifinais
Jogos de Ida
| 10 de dezembro | Atlético de Kolkata             | 3 – 2     | Mumbai City                | Rabindra Sarobar Stadium, Kolkata |
| 19:00 UTC+5:30 | Realte 3' · Hume 39', 45' (pen) | Relatório | 10' Léo Costa · 19' Gerson | Público: 12,500                   |

| 11 de dezembro | Kerala Blasters | 1 – 0     | Delhi Dynamos | Jawaharlal Nehru, Cochim |
| 19:00 UTC+5:30 | Belfort 65'     | Relatório |               | Público: 49,659          |

Jogos de Volta
| 13 de dezembro | Mumbai City | 0 – 0     | Atlético de Kolkata | Mumbai Football Arena, Mumbai |
| 19:00 UTC+5:30 |             | Relatório |                     | Público: 7,690                |

Atlético de Kolkata venceu por 3–2 no placar agregado e avançou para Final.
| 14 de dezembro | Delhi Dynamos                | 2 – 1     | Kerala Blasters | Jawaharlal Nehru, Nova Déli |
| 19:00 UTC+5:30 | Marcelinho 21' · Rúben 45+8' | Relatório | 24' Nazon       | Público: 24,162             |

|                              |       | Penalidades                         |  |
| Malouda Bruno Pelissari Memo | 0 - 3 | Josu Currais German Belfort Rafique |  |

Kerala Blasters empate por 2–2 no placar agregado e com 3–0 nos pen avançou para Final.

### Final
| 18 de dezembro | Kerala Blasters | 1 – 1     | Atlético de Kolkata | Jawaharlal Nehru, Cochim |
| 19:00 UTC+5:30 | Rafi 37'        | Relatório | 44' Sereno          | Público: 54,136          |

|                                       |       | Penalidades                                |  |
| German Belfort Ndoye Rafique Hengbart | 3 - 4 | Hume Doutie Borja Fernández Javi Lara Raja |  |

## Premiação
| Superliga Indiana de 2016               |
| --------------------------------------- |
| Atlético de Kolkata Campeão (2º título) |

## Estatísticas
Atualizado 08 de novembro de 2016 
| Pos | Jogador         | Time                | Gols |
| --- | --------------- | ------------------- | ---- |
| 1   | Marcelinho      | Delhi Dynamos       | 5    |
| 1   | Emiliano Alfaro | NorthEast United    | 5    |
| 3   | Iain Hume       | Atlético de Kolkata | 3    |
| 3   | Rafael Coelho   | Goa                 | 3    |

| Pos. | Jogador          | Time                | Ass. |
| ---- | ---------------- | ------------------- | ---- |
| 1    | Richard Gadze    | Delhi Dynamos       | 3    |
| 1    | Marcelinho       | Delhi Dynamos       | 3    |
| 3    | Richarlyson      | Goa                 | 2    |
| 3    | Jeje Lalpekhlua  | Chennaiyin          | 2    |
| 3    | Jonatan Lucca    | Pune City           | 2    |
| 3    | Sony Norde       | Mumbai City         | 2    |
| 3    | Lalrindika Ralte | Atlético de Kolkata | 2    |

### Hat-Tricks
| Jogador | Para | Contra | Resultado | Data | Ref. |
| ------- | ---- | ------ | --------- | ---- | ---- |